# Portersville
Portersville is een plaats (borough) in de Amerikaanse staat Pennsylvania, en valt bestuurlijk gezien onder Butler County.

## Demografie
Bij de volkstelling in 2000 werd het aantal inwoners vastgesteld op 268.
In 2006 is het aantal inwoners door het United States Census Bureau geschat op 258, een daling van 10 (-3,7%).

## Geografie
Volgens het United States Census Bureau beslaat de plaats een oppervlakte van
2,1 km², geheel bestaande uit land. Portersville ligt op ongeveer 364 m boven zeeniveau.

## Plaatsen in de nabije omgeving
De onderstaande figuur toont nabijgelegen plaatsen in een straal van 16 km rond Portersville.